# Безедек
Безедек (мађ. Bezedek) је село у Мађарској, у крајње јужном делу државе. Село управо припада Мохачком срезу Барањске жупаније, са седиштем у Печују.

## Природне одлике
Насеље Безедек налази у крајње јужном делу Мађарске, близу државне границе са Хрватском. Најближи већи град је Мохач.
Историјски гледано, село припада мађарском делу Барање. Подручје око насеља је равничарско (Панонска низија), приближне надморске висине око 120 м. Северно од насеља се издиже Виљанско горје. Око насеља нема већих водотока, а даље ка истоку протиче Дунав.

## Становништво
Према подацима из 2013. године Безедек је имао 236 становника. Последњих година број становника опада.
Претежно становништво у насељу чине Мађари римокатоличке вероисповести, а мањине су Немци (око 8%), Срби и Роми.
Село је познато по важности за српску мањину у Мађарској, некада бројну (1910. око 235%), а данас малобројну, али и даље присутну (пар душа).

### Попис1910.
| Безедек                                                                                   | Безедек |
| ----------------------------------------------------------------------------------------- | --- |
| језик                                                                                     | вера |
| укупно: 650 Немачки 479 (73,69%) Српски 139 (21,38%) Мађарски 28 (4,30%) остали 4 (0,61%) | <div style="border:solid transparent;position:absolute;width:100px;line-height:0; укупно: 650 Римокатолици 516 (79,38%) Православци 123 (18,92%) Јевреји 11 (1,69%) - (-%) |

## Историја Срба у месту
Срби су у насељу присутни још од средњег века, али је њихов број посебно нарастао после Велике сеобе.
Пред Ускрс током поста 1735. године исповедило се и причестило пред српским свештеником 26 православаца. Били су то домачини породица Убавић, Ружичић, Богосављев, Чордаш, Петров, Ћосић и Ашачан. У месту је 1731. године избројано девет српских домова. Број становника је 1796. године био 200 душа, а век касније, мало их је мање - 175 на броју.
Године 1815. у Безедеку није било ни православне цркве ни српске школе. Срба је било само око 20 кућа. На сред села је био импровизован звоник са једним звоном. Дошао је млади Адам Драгосављевић за учитеља, и погодио се да му дају од куће: по пет ока жита, 30 ока кукуруза и један хлеб годишње. Поред учитељског посла морао је и да буде звонар. Парохију је опслуживао поп из Липова. Отишао је одатле већ 1816. године Драгосављевић, у Моноштор.
Био је 1824. године пренумерант једне српске књиге месни учитељ Дионизије Чордашић. Једини претплатник српске књиге 1831. године у Борјаду, записао се Козма Томић учитељ Безедечки.
Безедек је филијала липовске парохије 1846. године; само су им школе раздвојене. У јединственој парохији шесте класе, Липова и Безедек су 1865. године заједно имали 549 православних душа. У Безедеку је 1867. године пописано 177 становника Срба.
По попису из 1900. године у месту живи 129 православних Срба.
Учитељ у месној школи био је 1846. године Петар Мирковић који је учио 12 ђака. Безедечки учитељ Арон Гојковић је 1868. године морао да полаже учитељски испит у Сомбору, на тамошњој препарандији. Српска народна школа у месту Безедеку била је судећи по извештају епархијског школског референта Поповића 1884. године - очајна! Када је ревизор дошао 8. марта у школу безедечку „није затекао ни једног ученика”, а било их је 10 на списку уписаних. А школска одаја је ниска, мрачна и без икаквих учила, само што има једну скамију, и ту је један кревет у учионици на ком ноћива сестра учитеља Арона Гојковића. За њу каже да је „баба, сва у ритама, уз то 'нема' (тј. глуво-нема)”. Исти учитељ је прешао 73 године живота, није за своје звање законито оспособљен, „школу никад не држи” и има плату од 6 ф. у новцу, девет мерова наполице, девет мерова кукуруза, три фата дрва, и ужива два ланца земље, једну собу и „кујну”. Написао је Поповић „с погледом на очајно стање ове школе” предлог мера: да се наложи учитељу Арону Гојковићу да „своју глуво-нему сестру” из школе исели, а да наставу уредно држи јер ће се учитељског звања лишити. Наложио је даље и црквеној општини Безедек, која је парохијска филијала Ловачка, да школу среди. Школску собу да парохијани оправе, окрече, поставе бар још две скамије, да набаве таблу и рачунаљку и своју децу да мештани у школу уредно шаљу. Школске године 1990/1901. основна школа у Безедеку је припојена школи у Липови, јер су на удаљености мањој од пола сата. Срби из Безедека „не могу да издржавају школу”. Изгледа да су се у међувремену ствари промениле бар мало на боље. Школа је 1905. године једина српска установа, која опстаје као народна. Има једно школско здање зидано у међувремену - 1903. године. Школски управитељ је Роман Подрушац а старатељ Богољуб Анђелић. Редовну наставу је пратило 12 ученика, а у недељну школу иде девет ђака старијег узраста. Учитељица у месној школи је 1907. године Софија Мрђанова, родом из Сомбора, која служи три године у месту.
Године 1905. Безедек је мала општина у Дарданском срезу. Ту живи 627 становника у 119 домова. Срби су мањина; има 133 православне душе (или 22%) са 15 кућа. од српски јавних здања ту је само народна школа. Цркве нема, али постоји српско православно гробље. Црквена општина је у месту, скупштина је редовна под председништвом Јована Ивановића. Црквено-општински посед је само три кј. земље. Парохијани чине парохијску филијалу оне у Липови, где се налази и свештеник који води матрикуле верника из места.
После Првог светског рата и поделе Барање на два дела — данас мађарски (северни, већи) и хрватски (јужни, мањи), Липово се нашло у сасвим другачијем, неповољнијем положају. Нова граница између Републике Мађарске и Краљевине Срба, Хрвата и Словенаца, нашла се на пар километара од насеља. У следећим годинама већи део Срба се иселио у српске делове новообразованеКраљевине Срба, Хрвата и Словенаца.
Почетком 21. века у Безедеку мало је остало трагова о српском вишевековном присуству. Цркве више нема, постоји још српско православно гробље, које је уређено. Власник је српска православна црквена општина, а сачувано је само 24 старих споменика.